# 輪厚パーキングエリア

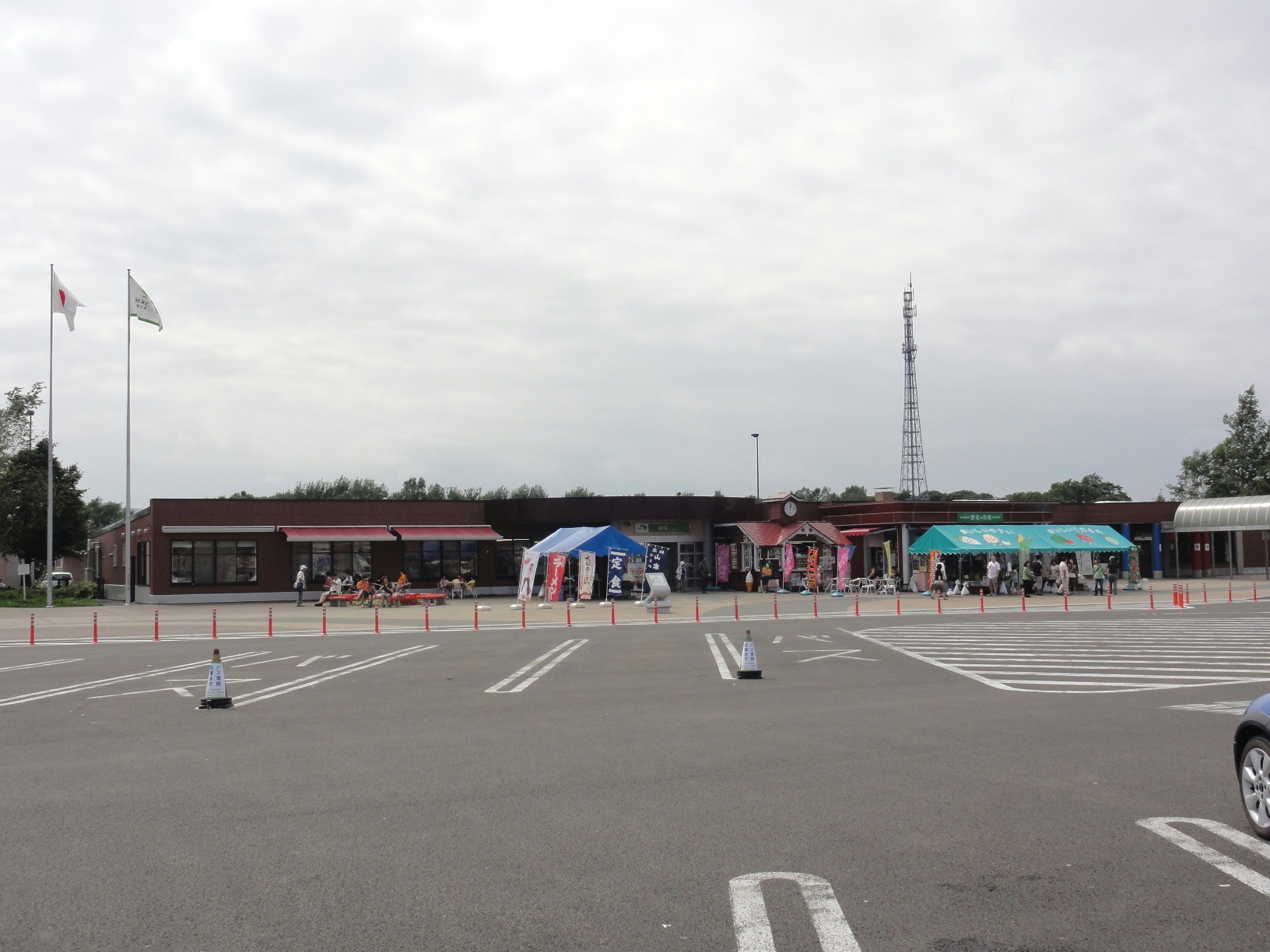
下り線（札幌方向）施設 （2010年8月）

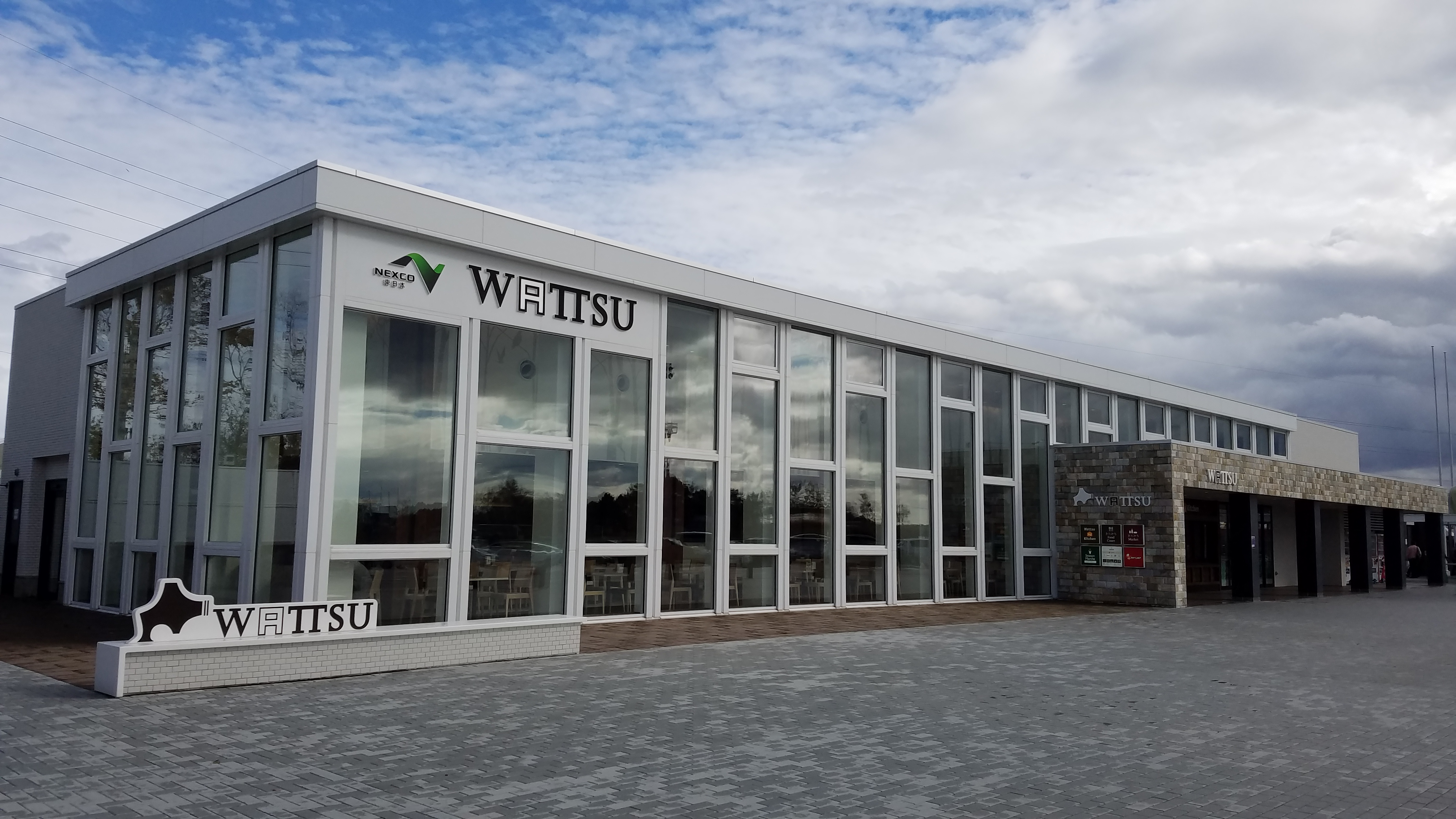
上り線（千歳・苫小牧方向）施設 （2018年10月）

輪厚パーキングエリア（わっつパーキングエリア）は、北海道北広島市輪厚にある道央自動車道のパーキングエリアである。輪厚スマートインターチェンジ（わっつスマートインターチェンジ）および輪厚バスストップ（わっつバスストップ）を併設している。
パーキングエリアではあるが、規模は北海道内の他のサービスエリア（SA）よりも大きい。

## 概要
札幌近郊に位置しており、北海道内の高速道路休憩施設としては最大級の施設であり、イベントも開催される。北海道内の高速道路で唯一24時間営業のガソリンスタンドがある。2009年（平成21年）には輪厚スマートIC開通にあわせてハイウェイショップがリフレッシュオープンした。

## 施設

### 上り線（千歳・苫小牧方面） ドラマチックエリア輪厚
2017年（平成29年）1月19日に、スナックコーナーがリニューアルオープン。その後、2017年（平成29年）4月25日にショッピングコーナーを含めた商業施設が道内初のドラマチックエリアとしてグランドオープンした。
- 管理：ネクスコ東日本エリアトラクト[4]
- 運営：ネクスコ東日本リテイル[5]
- 駐車場[5]
  - 大型：26台
  - 小型：139台
  - 身障者用
    - 小型：2台
- トイレ[5]
  - 男性：大6（和式2・洋式4）・小20※オストメイト対応トイレ有[6]
  - 女性：24（和式5・洋式19）※オストメイト対応トイレ有[6]
  - 同伴の男児用：2
  - 身障者用
    - 共用：1
- フードコート（4〜11月：8:00 - 20:00、12〜3月：9:00 - 19:00）[5]
  - きたみちフードコート『きたde海めし』
  - きたみちフードコート『きたde麺屋』
  - きたみちフードコート『きたdeグルメ』
- ショッピングコーナー（24時間）[5]
- 免税サービス（24時間）[5]
- ガソリンスタンド（apollostation（東日本宇佐美）24時間）
- 給電スタンド（24時間）
- 自動販売機（24時間）[5]
- E-NEXCO Wi-Fi SPOT[5]
- 携帯電話充電器（8:00 - 18:30）[5]
- 喫煙所[5]
- 自動体外式除細動器 (AED)
- 車椅子無料貸し出し（8:00 - 18:30）[5]
- サービスエリア・コンシェルジェ（8:00 - 18:30）[5]
- ハイウェイ情報ターミナル[5]
- ETC履歴プリンタ（8:00 - 18:30）[5]
- ベビーコーナー（24時間）[5]
- ハイウェイスタンプ（24時間）[5]
- スマートIC[5]
  - 入口利用の場合、ガソリンスタンドのみ利用可。
  - 出口利用の場合、ガソリンスタンド以外の施設が利用可。

### 下り線（札幌・旭川方面）
- 管理：ネクスコ東日本エリアトラクト[4]
- 運営：ネクスコ東日本リテイル[7]
- 駐車場[7]
  - 大型：26台
  - 小型：122台
  - 身障者用
    - 小型：2台
- トイレ[7]
  - 男性：大6（和式2・洋式4）・小18※オストメイト対応トイレ有[6]
  - 女性：24（和式5・洋式19）※オストメイト対応トイレ有[6]
  - 同伴の男児用：1
  - 身障者用トイレ
    - 共用：1
- スナックコーナー（4〜11月：8:00 - 20:00、12〜3月：9:00 - 19:00）[7]
- ショッピングコーナー（4〜11月：8:00 - 20:00、12〜3月：9:00 - 19:00）[7]
- ガソリンスタンド（apollostation（東日本宇佐美）24時間）
  - 以前はJOMO/地崎商事(株)であった。
- 給電スタンド（24時間）
- 自動販売機（24時間）[7]
- E-NEXCO Wi-Fi SPOT[7]
- 携帯電話充電器（8:30 - 19:00）[7]
- 喫煙所[7]
- 自動体外式除細動器 (AED)[7]
- 車椅子無料貸し出し（8:30 - 19:00）[7]
- サービスエリア・コンシェルジェ（8:30 - 19:00）[7]
- ハイウェイ情報ターミナル[7]
- ETC履歴プリンタ（8:30 - 19:00）[7]
- ベビーコーナー（24時間）[7]
- ハイウェイスタンプ（24時間）[7]
- スマートIC[7]
  - 入口利用の場合、全ての施設が利用可。
  - 出口利用の場合、全ての施設が利用不可。

## 輪厚スマートインターチェンジ
輪厚スマートインターチェンジ（わっつスマートインターチェンジ）は、道央自動車道の輪厚パーキングエリアに併設しているスマートインターチェンジである。
2009年（平成21年）6月29日に北海道内初のスマートインターチェンジとして開通。開通5年目での利用台数はおよそ1.7倍に増加。24時間化へ向けた交通調査や協議が行われ、2016年（平成28年）9月9日より24時間運用を開始した。
- 運用時間：24時間[13]
- 対象車種：ETC車載器を搭載した全車種（全長12.0m以下）[13]
- 利用方向：全方向対応[13]
- 備考（千歳・苫小牧方面）[5]
  - 入口利用の場合、ガソリンスタンドのみ利用可。
  - 出口利用の場合、ガソリンスタンド以外の施設が利用可。
- 備考（札幌方面）[7]
  - 入口利用の場合、全ての施設が利用可。
  - 出口利用の場合、全ての施設が利用不可。

### 歴史
- 2009年（平成21年）6月29日：北海道内初のスマートインターチェンジとして開通（当時の利用可能時間帯は6:00 - 22:00だった）[9][10]。
- 2016年（平成28年）9月9日：24時間運用を開始[12]。
- 2018年（平成30年）12月 : IC番号を「3-1」から「27」に変更[注 1]。

### 周辺
2004年（平成16年）に民間主体による周辺開発計画「W・PACプロジェクト」が国の「地域再生計画」に認定されていた。大曲工業団地や北広島輪厚工業団地に近接しているほか、ゴルフ場が点在している。

### 接続する道路
- 直接接続
  - 市道広島輪厚線
- 間接接続
  - 国道36号

## 輪厚バスストップ

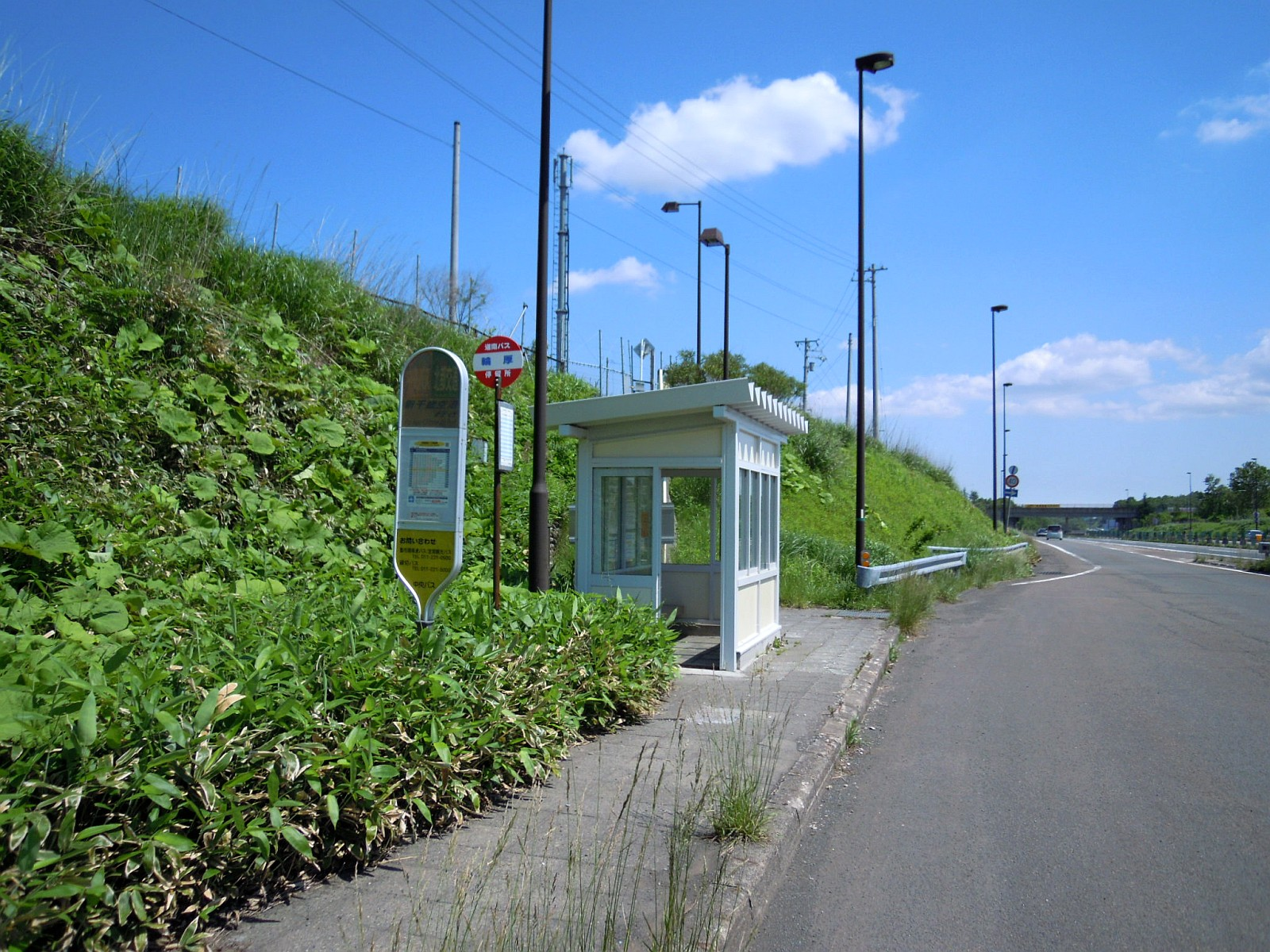
輪厚バスストップ（上り線側）

輪厚パーキングエリアに併設されたバス停留所。上下線ともパーキングエリアの函館側のランプウェイ上に設置されている。
2023年（令和5年）10月1日現在。輪厚から乗車する際は、全路線両方向とも予約が必要。
通行止め等で一般道へ迂回する場合は国道36号の「輪厚」停留所に代替停車する。北海道中央バス広島線「輪厚中央会館」停留所が近接している。

### 上り線（千歳・苫小牧方面）
北海道中央バス
- 新千歳空港連絡バス 新千歳空港方面（北都交通と相互乗り入れ）
  - 路線詳細は千歳線 (北海道中央バス)または事業者記事を参照。
- 高速とまこまい号 苫小牧市方面
- 高速むろらん号 室蘭市方面
  - 以上の路線詳細は北海道中央バス札幌北営業所を参照。

道南バス
- 高速ハスカップ号 苫小牧市方面
- 高速おんせん号 登別温泉方面
- 高速白鳥号・高速蘭東ライナー号 室蘭市方面
- 高速ペガサス号 浦河町方面
  - 路線詳細は事業者記事を参照。

### 下り線（札幌方面）
- 上り線に停車する各路線 札幌市方面（北海道中央バスの苫小牧・室蘭発のみ乗車可能、その他は降車専用）

## 隣
E5 道央自動車道
(26)恵庭IC - (27)輪厚PA/スマートIC - (28)北広島IC